# Alexander Willem Michiel van Hasselt

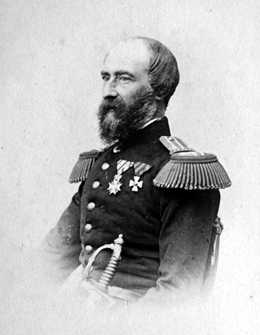
Alexander Willem Michiel van Hasselt

Alexander Willem Michiel van Hasselt (* 8. August 1814 in Amsterdam; † 16. September 1902 in Den Haag) war ein niederländischer Arzt, Naturforscher und Toxikologe.

## Leben und Wirken
Van Hasselt studierte Medizin in Winterswijk und in Utrecht, wo er 1837 promovierte. Anschließend arbeitete er in der Niederländischen Armee, aus der er 1880 im Rang eines Generalmajors und als Generalinspekteur des Gesundheitsdienstes entlassen wurde. Bekannt wurde er durch seine Arbeiten zur Toxikologie und durch seine Studien über Webspinnen.
Seit 1856 war er Mitglied der Königlich Niederländischen Akademie der Wissenschaften (KNAW).

## Werke
- Handleiding tot de Vergiftleer. Van Terveen en Zoon, Utrecht 1850–54,  2. Auflage 1855 (Digitalisat)
  - J. B. Henkel (Übersetzer). Handbuch der Giftlehre für Chemiker, Ärzte, Apotheker und Gerichtspersonen. Vieweg, Braunschweig 1862, Teil I Allgemeine Giftlehre und die Gifte des Pflanzenreichs. Teil II Die Thiergifte und die Mineralgifte (Digitalisat)
  - Theodor Husemann und A. Husemann. Handbuch der Toxikologie : im Anschlusse an die zweite Auflage von A. W. M. van Hasselts Handleiding tot de vergiftleer. Band I, Reimer, Berlin 1862  (Digitalisat), Zusatzband, Reimer, Berlin 1867 (Digitalisat)
- Handleiding tot de leer van het militair geneeskundig onderzoek (het visiteren) : der manschappen, bij hunne intrede in, en hunne verwijdering uit de dienst : in verband met De ziekten en gebreken, die voorgewend, nagebootst, willekeurig voortgebragt, of voorbedachtelijk verborgen kunnen worden : ten gebruike bij het onderwijs aan 's rijks kweekschool voor militaire geneeskundigen. Van Terveen en Zoon, Utrecht 1856 (Digitalisat)
- Die Lehre vom Tode und Scheintode. Vieweg und Sohn, Braunschweig 1862 (Digitalisat)
- Catalogus Aranearum, husque in Hallandiâ inventarum. In: Tijdschrift voor entomologie. Redaktion A.W.M. van Hasselt (1880–89) und F.M. van der Wulp 28. Band 1884–85 S. 113–188 (Digitalisat) und 29. Band 1886 S. 51–110 (Digitalisat)